# Aralia stellata
Aralia stellata är en araliaväxtart som först beskrevs av King, och fick sitt nu gällande namn av Jun Wen. Aralia stellata ingår i släktet Aralia och familjen Araliaceae. Inga underarter finns listade.